# Morti il 29 agosto
| Questa pagina contiene informazioni ricavate automaticamente dalle voci biografiche con l'ausilio del template Bio e di un bot. L'aggiornamento è periodico e automatico e ricostruisce completamente la pagina. Se manca una persona in questa lista, sei pregato di non aggiungerla, ma accertati piuttosto che la sua voce biografica contenga il template Bio e che i dati anagrafici siano correttamente compilati. Se il template Bio manca, inseriscilo tu stesso o, in alternativa, metti l'avviso {{tmp\|Bio}} che ne segnala la mancanza. Se i dati riportati sono sbagliati, correggi direttamente la voce biografica; le modifiche saranno visibili in questa lista entro pochi giorni. Per chiarimenti vedi il progetto biografie. La lista contiene solo le 451 persone che sono citate nell'enciclopedia e per le quali è stato implementato correttamente il template Bio. Pagina aggiornata al 9 ago 2025. |

## I secolo a.C.(1)
- 30 a.C. - Tolomeo XV, sovrano egizio (n. 47 a.C.)

## VII secolo(1)
- 700 - Mederico di Autun, presbitero e abate francese

## IX secolo(1)
- 886 - Basilio I il Macedone, imperatore bizantino

## X secolo(1)
- 943 - Principe Motoyoshi, poeta e nobile giapponese (n. 890)

## XI secolo(2)
- 1020 - Dodiko, nobile tedesco
- 1021 - Minamoto no Yorimitsu, militare giapponese (n. 948)

## XII secolo(3)
- 1123 - Øystein I di Norvegia, re (n. 1088)
- 1135 - Al-Mustarshid, califfo arabo (n. 1092)
- 1159 - Berta di Sulzbach, imperatrice bizantina (n. 1110)

## XIII secolo(7)
- 1219 - Ademaro di Lairon, nobile francese
- 1231 - Giovanni da Perugia, francescano italiano
- 1231 - Pietro da Sassoferrato, francescano italiano
- 1259 - Bronislava di Kamień, religiosa polacca
- 1268 - Beatrice di Nazareth, monaca cristiana e scrittrice fiamminga (n. 1200)
- 1287 - Tommaso di Clare, nobile inglese
- 1300 - Guido Cavalcanti, poeta e filosofo italiano

## XIV secolo(5)
- 1315 - Carlo d'Angiò, generale italiano
- 1315 - Pietro d'Angiò, militare francese (n. 1292)
- 1354 - Fra Moriale, condottiero francese (n. 1303)
- 1363 - Filippo di Navarra, principe e conte (n. 1336)
- 1395 - Alberto III d'Asburgo, nobile (n. 1349)

## XV secolo(3)
- 1437 - Ulrich Putsch, vescovo cattolico italiano
- 1442 - Giovanni VI di Bretagna, nobile francese (n. 1389)
- 1499 - Alesso Baldovinetti, pittore italiano (n. 1427)

## XVI secolo(19)
- 1523 - Ulrich von Hutten, umanista tedesco (n. 1488)
- 1526 - Luigi II d'Ungheria e Boemia, re ungherese (n. 1506)
- 1526 - Stefan Schlick, numismatico ceco (n. 1487)
- 1526 - Pál Tomori, generale e arcivescovo cattolico ungherese (n. 1475)
- 1526 - György Zápolya, generale e nobile ungherese (n. 1488)
- 1530 - Mosè di Valacchia, principe
- 1532 - Martin Chambiges, architetto francese (n. 1460)
- 1533 - Atahualpa, imperatore inca (n. 1497)
- 1541 - Jean Codure, gesuita francese (n. 1508)
- 1542 - Cristoforo da Gama, condottiero e esploratore portoghese (n. 1515)
- 1543 - Maria di Jülich-Berg, nobile tedesca (n. 1491)
- 1564 - Lodovico Domenichi, umanista, traduttore e editore italiano (n. 1515)
- 1565 - Alfonso Carafa, cardinale e arcivescovo cattolico italiano (n. 1540)
- 1574 - Lorenzo Davidico, presbitero italiano (n. 1513)
- 1584 - Lucas de Heere, pittore, storico dell'arte e poeta fiammingo (n. 1534)
- 1584 - Pedro Ponce de Leon, educatore e pedagogo spagnolo (n. 1508)
- 1585 - Itō Yoshisuke, militare giapponese (n. 1512)
- 1587 - Vincenzo Bellavere, compositore italiano
- 1600 - Angelo Giustiniani, vescovo cattolico italiano

## XVII secolo(17)
- 1604 - Hamida Banu Begum, nobildonna indiana (n. 1527)
- 1604 - Ottone Enrico del Palatinato-Sulzbach, nobile (n. 1556)
- 1616 - Gellio Ghellini, religioso italiano (n. 1559)
- 1619 - Ferdinando Taverna, cardinale e vescovo cattolico italiano (n. 1558)
- 1623 - Kuroda Nagamasa, militare giapponese (n. 1568)
- 1629 - Pietro Bernini, pittore e scultore italiano (n. 1562)
- 1629 - Carlotta Caterina de La Trémoille, nobildonna francese (n. 1568)
- 1644 - Edvige Maria di Sassonia-Lauenburg, nobildonna tedesca (n. 1597)
- 1653 - Gijsbert d'Hondecoeter, pittore e disegnatore olandese
- 1654 - Wouter van Twiller, politico olandese (n. 1606)
- 1657 - John Lilburne, politico inglese
- 1661 - Louis Couperin, compositore, clavicembalista e organista francese
- 1662 - Marco Antonio Alaimo, medico italiano (n. 1590)
- 1676 - Luisa Carlotta di Brandeburgo, principessa (n. 1617)
- 1688 - Nicola Barbioni, architetto italiano (n. 1637)
- 1693 - Nicolás Fernández de Córdoba y Ponce de León, militare e marinaio spagnolo (n. 1626)
- 1698 - José Sanz de Villaragut, vescovo cattolico spagnolo (n. 1633)

## XVIII secolo(21)
- 1709 - Johann Friedrich Schweitzer, alchimista e medico tedesco (n. 1630)
- 1712 - Gregory King, genealogista e statistico britannico (n. 1648)
- 1726 - Antonio Bellucci, pittore e decoratore italiano (n. 1654)
- 1738 - Georg von Reutter, organista e compositore austriaco (n. 1656)
- 1738 - Carlotta d'Assia-Homburg, nobildonna (n. 1672)
- 1749 - Matej Bel, storico, filosofo e pedagogista slovacco (n. 1684)
- 1749 - Justus Henning Böhmer, giurista e storico tedesco (n. 1674)
- 1750 - Johann Adolph Krohn, giurista e politico tedesco (n. 1674)
- 1750 - Kasimir Anton von Sickingen, vescovo cattolico tedesco (n. 1684)
- 1761 - Nicola Terzago, vescovo cattolico italiano (n. 1679)
- 1763 - Carlo Augusto Federico di Waldeck e Pyrmont, principe tedesco (n. 1704)
- 1769 - Edmond Hoyle, scrittore inglese (n. 1672)
- 1775 - Ludovico Mazzanti, pittore italiano (n. 1686)
- 1780 - Jacques-Germain Soufflot, architetto francese (n. 1713)
- 1783 - William Wynne Ryland, incisore inglese (n. 1732)
- 1784 - Zachar Grigor'evič Černyšëv, ufficiale russo (n. 1722)
- 1789 - Charles-Louis Loys de Cheseaux, storico svizzero (n. 1730)
- 1790 - Luigi Günther II di Schwarzburg-Rudolstadt, nobile tedesco (n. 1708)
- 1791 - Michelangelo Castellazzi, architetto italiano (n. 1736)
- 1797 - Joseph Wright of Derby, pittore inglese (n. 1734)
- 1799 - Papa Pio VI, papa, vescovo cattolico e cardinale italiano (n. 1717)

## XIX secolo(46)
- 1803 - Giovanni De Gamerra, librettista italiano (n. 1742)
- 1815 - Philip Stanhope, V conte di Chesterfield, nobile, politico e diplomatico inglese (n. 1755)
- 1816 - Johann Hieronymus Schröter, astronomo tedesco (n. 1745)
- 1838 - Edmund Ignatius Rice, pedagogista irlandese (n. 1762)
- 1840 - Jakob Sigismund Beck, filosofo tedesco (n. 1761)
- 1842 - Tommaso Zonza, militare italiano (n. 1757)
- 1845 - Luigi Orelli, architetto italiano (n. 1768)
- 1848 - Martinus Rørbye, pittore danese (n. 1803)
- 1850 - Paolo Francesco di Sales di Thorens, generale e ambasciatore italiano (n. 1778)
- 1852 - Pietro Paolo Parzanese, presbitero, poeta e traduttore italiano (n. 1809)
- 1853 - Charles James Napier, generale britannico (n. 1782)
- 1854 - William Brockedon, pittore, scrittore e inventore britannico (n. 1787)
- 1854 - Maximilian Wimpffen, militare austriaco (n. 1770)
- 1855 - Isacco Samuele Reggio, rabbino, filosofo e pedagogo italiano (n. 1784)
- 1857 - Emilia Goggi, mezzosoprano italiana (n. 1817)
- 1860 - Vincenzo Padula, presbitero e patriota italiano (n. 1831)
- 1860 - Carlo Persoglio, magistrato e politico italiano (n. 1801)
- 1862 - Francesco Carlini, astronomo, geodeta e meteorologo italiano (n. 1783)
- 1864 - Maurizio di Dietrichstein, nobile e militare austriaco (n. 1775)
- 1865 - Gerardo Barrios, politico e generale salvadoregno (n. 1813)
- 1865 - Robert Remak, medico tedesco (n. 1815)
- 1868 - Charles Ellis, VI barone Howard de Walden, nobile, diplomatico e politico inglese (n. 1799)
- 1868 - Christian Friedrich Schönbein, chimico tedesco (n. 1799)
- 1871 - Gustave Tridon, politico e scrittore francese (n. 1841)
- 1872 - Giovanni Vialardi, cuoco italiano (n. 1804)
- 1875 - Gustave Olivier Lannes de Montebello, generale e politico francese (n. 1804)
- 1876 - Félicien David, compositore francese (n. 1810)
- 1877 - Brigham Young, religioso statunitense (n. 1801)
- 1879 - Jeanne Jugan, religiosa francese (n. 1792)
- 1879 - Isidoro La Lumia, storico e politico italiano (n. 1823)
- 1880 - Sanford Robinson Gifford, pittore statunitense (n. 1823)
- 1880 - Hyacinthe Klosé, clarinettista francese (n. 1808)
- 1881 - Jean-Baptiste Auriol, circense francese (n. 1806)
- 1882 - Friedrich Adolf Philippi, ebraista e teologo tedesco (n. 1809)
- 1882 - Federico Alberto Wenner, imprenditore svizzero (n. 1812)
- 1885 - Bernhard Horwitz, scacchista e compositore di scacchi tedesco (n. 1807)
- 1886 - Elena D'Angri, contralto italiano (n. 1821)
- 1886 - Henry Lennox, politico inglese (n. 1821)
- 1889 - Victor Delefortrie, architetto francese (n. 1810)
- 1889 - Gustav Weil, orientalista, arabista e filologo tedesco (n. 1808)
- 1891 - Pierre Lallement, inventore e ingegnere francese (n. 1843)
- 1892 - Jules Perrot, ballerino e coreografo francese (n. 1810)
- 1895 - Francisco Navarro Villoslada, giornalista, politico e saggista spagnolo (n. 1818)
- 1896 - Charles Lotin Hildreth, scrittore, poeta e giornalista statunitense (n. 1853)
- 1900 - Bruno Abakanowicz, matematico e inventore polacco (n. 1852)
- 1900 - Francesco Maria Guerrieri Failla, poeta e patriota italiano (n. 1831)

## XX secolo(213)
- 1902 - Alfred Borriglione, politico e avvocato francese (n. 1841)
- 1903 - Enrico Bevignani, direttore d'orchestra, compositore e impresario teatrale italiano (n. 1841)
- 1904 - Murad V, sultano ottomano (n. 1840)
- 1904 - Umberto Veruda, pittore austro-ungarico (n. 1868)
- 1905 - Carlo Palomba, avvocato e politico italiano (n. 1830)
- 1906 - Zinaida Vasil'evna Konopljannikova, rivoluzionaria russa (n. 1878)
- 1906 - Corneille Antoine Jean Abraham Oudemans, medico e naturalista olandese (n. 1825)
- 1910 - Giuditta Beltramelli, soprano italiano (n. 1831)
- 1912 - Theodor Gomperz, storico e filosofo austriaco (n. 1832)
- 1912 - Heinrich von Calice, diplomatico e nobile austriaco (n. 1831)
- 1913 - Hermann Aron, fisico tedesco (n. 1845)
- 1913 - Friedrich Carl Alwin Pockels, fisico italiano (n. 1865)
- 1914 - George S. Carr, matematico britannico (n. 1837)
- 1914 - Charles Dujardin, calciatore francese (n. 1888)
- 1915 - Giuseppe Bongiovanni, calciatore e arbitro di calcio italiano (n. 1886)
- 1915 - Flaviano Michele Melki, vescovo cattolico turco (n. 1858)
- 1915 - Julius von Payer, alpinista, esploratore e pittore austro-ungarico (n. 1841)
- 1916 - Oskar Backlund, astronomo svedese (n. 1846)
- 1917 - Albert Grey, IV conte Grey, politico inglese (n. 1851)
- 1917 - Tommaso Monti, generale italiano (n. 1868)
- 1917 - Giuseppe Picchioni, militare italiano (n. 1886)
- 1918 - Max Dauthendey, scrittore tedesco (n. 1867)
- 1918 - Cecil Healy, nuotatore australiano (n. 1881)
- 1920 - Léon-Adolphe Amette, cardinale e arcivescovo cattolico francese (n. 1850)
- 1920 - Giuseppe Cangiano, poliziotto italiano (n. 1875)
- 1920 - Gustav Jenner, compositore, direttore d'orchestra e musicologo tedesco (n. 1865)
- 1921 - Joel Asaph Allen, zoologo e ornitologo statunitense (n. 1838)
- 1922 - Vic Gonsalves, calciatore olandese (n. 1887)
- 1922 - Georges Sorel, filosofo, sociologo e ingegnere francese (n. 1847)
- 1922 - Sophie Bryant, matematica, educatrice e attivista irlandese (n. 1850)
- 1923 - Bernard J. Durning, regista e attore statunitense (n. 1892)
- 1923 - Georg Marco, scacchista e compositore di scacchi romeno (n. 1863)
- 1923 - Saladino Saladini Pilastri, politico italiano (n. 1846)
- 1925 - William Stoddard, storico e inventore statunitense (n. 1835)
- 1926 - Ho Fook, imprenditore e filantropo cinese (n. 1863)
- 1926 - Stanislao Monti Guarnieri, giornalista e politico italiano (n. 1865)
- 1927 - Charles Boxton, politico statunitense (n. 1860)
- 1927 - William Morrison, chimico e imprenditore scozzese (n. 1855)
- 1927 - Vladimir Nikolaevič Orlov, generale russo (n. 1869)
- 1928 - William Easton, tennista statunitense (n. 1875)
- 1930 - William Archibald Spooner, presbitero inglese (n. 1844)
- 1930 - Henry Tureman Allen, militare statunitense (n. 1859)
- 1930 - Giovanni Battista Ughetti, medico e scrittore italiano (n. 1852)
- 1931 - David T. Abercrombie, imprenditore statunitense (n. 1867)
- 1932 - William Valentine, arciere statunitense (n. 1867)
- 1933 - Albert Baur, chimico e imprenditore tedesco (n. 1856)
- 1933 - Gustav Hensel, calciatore tedesco (n. 1884)
- 1935 - Oleksa Novakivs'kyj, pittore e insegnante ucraino (n. 1872)
- 1935 - Astrid di Svezia, regina belga (n. 1905)
- 1936 - Manuel Romerales Quintero, generale spagnolo (n. 1875)
- 1937 - Harold Barker, canottiere britannico (n. 1889)
- 1937 - Edward Boulden, attore statunitense (n. 1879)
- 1937 - Germano Del Mastro, militare italiano (n. 1904)
- 1937 - Otto Hölder, matematico tedesco (n. 1859)
- 1937 - Antonio Caneda Rodríguez, politico spagnolo (n. 1906)
- 1937 - Aleksandr Andreevič Svečin, generale e scrittore russo (n. 1878)
- 1937 - Bonfiglio Zanardi, militare italiano (n. 1910)
- 1938 - Joseph Bédier, filologo francese (n. 1864)
- 1938 - Cesare Facciani, ciclista su strada e pistard italiano (n. 1905)
- 1938 - Frigyes Karinthy, scrittore, poeta e drammaturgo austro-ungarico (n. 1887)
- 1938 - Béla Kun, politico ungherese (n. 1886)
- 1938 - Ismaele Voltolini, tenore italiano (n. 1887)
- 1940 - Arthur De Greef, pianista e compositore belga (n. 1862)
- 1940 - Jevhen Petruševyč, politico e avvocato ucraino (n. 1863)
- 1941 - Honoré d'Estienne d'Orves, ufficiale francese (n. 1901)
- 1942 - Danail Nikolaev, generale bulgaro (n. 1852)
- 1942 - Sancja Szymkowiak, religiosa polacca (n. 1910)
- 1942 - Alfred Wallis, artista britannico (n. 1855)
- 1944 - Virginio Arzani, militare e partigiano italiano (n. 1922)
- 1944 - Georg von Boeselager, militare tedesco (n. 1915)
- 1944 - Gastone Franchetti, antifascista e partigiano italiano (n. 1920)
- 1944 - Libero Raglianti, presbitero, antifascista e partigiano italiano (n. 1914)
- 1945 - Charles Ruch, vescovo cattolico e teologo francese (n. 1873)
- 1945 - Constantin Tănase, attore teatrale, drammaturgo e cabarettista rumeno (n. 1880)
- 1946 - Arturo Buzzi-Peccia, compositore italiano (n. 1854)
- 1948 - Half Moon, giocatore di lacrosse canadese (n. 1872)
- 1949 - Ubaldo Fiorenzi, inventore italiano (n. 1890)
- 1949 - Franciszek Latinik, generale polacco (n. 1864)
- 1950 - Maria Elisabetta Mazza, religiosa italiana (n. 1886)
- 1951 - Emilio Bancale, generale italiano (n. 1882)
- 1951 - Giuseppe Marchesano, politico e avvocato italiano (n. 1863)
- 1952 - Carlo Brasca, calciatore italiano (n. 1917)
- 1952 - Eufrasia del Sacro Cuore di Gesù, religiosa indiana (n. 1877)
- 1953 - Richard Euringer, scrittore e poeta tedesco (n. 1891)
- 1953 - Hans Grimm, scrittore tedesco (n. 1891)
- 1955 - John Allan, numismatico britannico (n. 1884)
- 1959 - René Bauwens, pallanuotista belga (n. 1894)
- 1959 - Paul Theodor Range, naturalista e geologo tedesco (n. 1879)
- 1960 - Vicki Baum, scrittrice, sceneggiatrice e giornalista austriaca (n. 1888)
- 1960 - Hanno Hahn, storico dell'arte e storico dell'architettura tedesco (n. 1922)
- 1960 - Dary Holm, attrice tedesca (n. 1897)
- 1961 - Ettore Meini, ciclista su strada italiano (n. 1903)
- 1961 - Niels Petersen, ginnasta danese (n. 1885)
- 1962 - Antonio Piatti, pittore e scultore italiano (n. 1875)
- 1962 - Georgina de Albuquerque, pittrice brasiliana (n. 1885)
- 1963 - John Hein, lottatore statunitense (n. 1886)
- 1964 - Dorothy Lawrence, giornalista britannica (n. 1896)
- 1964 - Josef Šroubek, calciatore e hockeista su ghiaccio cecoslovacco (n. 1891)
- 1965 - George Erskine, generale britannico (n. 1899)
- 1965 - Gurban Pirimov, musicista azero (n. 1880)
- 1965 - Paul Waner, giocatore di baseball statunitense (n. 1903)
- 1966 - Joseph Egger, attore austriaco (n. 1889)
- 1966 - Carole Gallagher, attrice statunitense (n. 1923)
- 1966 - Bjarne Gulbrandsen, dirigente sportivo e calciatore norvegese (n. 1889)
- 1966 - Augusta Vittoria di Hohenzollern-Sigmaringen, regina (n. 1890)
- 1966 - Raffaele Marcoli, ciclista su strada italiano (n. 1940)
- 1966 - Melvin Beaunorus Tolson, poeta, educatore e politico statunitense (n. 1898)
- 1966 - Giacomo Zanussi, generale italiano (n. 1894)
- 1966 - Sayyid Qutb, politico, filosofo e scrittore egiziano (n. 1906)
- 1967 - Malcolm Brown, scenografo statunitense (n. 1903)
- 1967 - Kurt Heissmeyer, medico e criminale di guerra tedesco (n. 1905)
- 1967 - George Webber, direttore della fotografia canadese (n. 1876)
- 1969 - Cesare Chiodi, ingegnere e urbanista italiano (n. 1885)
- 1969 - Tullia Gasparrini Leporace, bibliotecaria italiana (n. 1910)
- 1969 - Arnol'd Vladimirovič Kordjum, attore, regista e sceneggiatore sovietico (n. 1890)
- 1969 - Alfonso Orlando, mezzofondista e attore italiano (n. 1892)
- 1970 - André Borel, calciatore svizzero (n. 1893)
- 1971 - Giulio Krall, ingegnere e matematico italiano (n. 1901)
- 1971 - Leopold e Loeb, criminale statunitense (n. 1904)
- 1971 - Viktors Vizla, calciatore lettone (n. 1910)
- 1971 - William Wadsworth, canottiere canadese (n. 1875)
- 1972 - Lale Andersen, cantante tedesca (n. 1905)
- 1972 - Francesco Taormina, politico e avvocato italiano (n. 1903)
- 1973 - Romeo Bertini, maratoneta e mezzofondista italiano (n. 1893)
- 1973 - Stringer Davis, attore britannico (n. 1899)
- 1973 - Pio Veronese, avvocato e calciatore italiano (n. 1898)
- 1974 - János Gyarmati, allenatore di calcio e calciatore ungherese (n. 1910)
- 1974 - George Ernest Wright, biblista, archeologo e pastore protestante statunitense (n. 1909)
- 1975 - Éamon de Valera, politico e patriota irlandese (n. 1882)
- 1976 - Kazi Nazrul Islam, poeta, musicista e giornalista bangladese (n. 1899)
- 1976 - Hans Nieland, funzionario tedesco (n. 1900)
- 1976 - Jimmy Reed, cantante statunitense (n. 1925)
- 1976 - Kārlis Šmits, calciatore lettone (n. 1901)
- 1977 - Gunnar Aspelin, storico della filosofia svedese (n. 1898)
- 1977 - Luigi Del Pietro, presbitero svizzero (n. 1906)
- 1977 - Jean Hagen, attrice statunitense (n. 1923)
- 1977 - Luciano Manzotti, calciatore italiano (n. 1902)
- 1977 - Brian McGuire, pilota automobilistico australiano (n. 1945)
- 1977 - Pavol Šoral, calciatore cecoslovacco (n. 1903)
- 1978 - Rudolf Geiter, calciatore austriaco (n. 1913)
- 1978 - Karl Hartl, regista, sceneggiatore e produttore cinematografico austriaco (n. 1899)
- 1978 - Emma Roldán, attrice e costumista messicana (n. 1893)
- 1978 - Luigi Vannucchi, attore italiano (n. 1930)
- 1979 - Marcel Portout, imprenditore francese (n. 1894)
- 1979 - Antonio Sicurezza, pittore italiano (n. 1905)
- 1979 - Masataka Taketsuru, imprenditore giapponese (n. 1894)
- 1980 - Franco Basaglia, psichiatra e neurologo italiano (n. 1924)
- 1980 - Louis Darquier de Pellepoix, giornalista e politico francese (n. 1897)
- 1981 - Giuseppe Catalano, botanico italiano (n. 1888)
- 1981 - Guy Stevens, produttore discografico britannico (n. 1943)
- 1981 - Lowell Thomas, scrittore, attore e sceneggiatore statunitense (n. 1892)
- 1982 - Ingrid Bergman, attrice svedese (n. 1915)
- 1982 - Paolo D'Antoni, politico italiano (n. 1895)
- 1982 - Nahum Goldmann, politico tedesco (n. 1894)
- 1983 - Rory Hayes, fumettista statunitense (n. 1949)
- 1983 - Elio Mauro, cantante italiano (n. 1934)
- 1983 - Simon Oakland, attore e violinista statunitense (n. 1915)
- 1984 - Desiderio Fajardo, calciatore spagnolo (n. 1899)
- 1984 - Pierre Gemayel, politico libanese (n. 1905)
- 1984 - Abdel Rahman Hafez, cestista egiziano (n. 1923)
- 1984 - Pina Menichelli, attrice italiana (n. 1890)
- 1985 - Evelyn Ankers, attrice statunitense (n. 1918)
- 1985 - Patrick Barr, attore britannico (n. 1908)
- 1985 - Marcello Fraulini, scrittore italiano (n. 1905)
- 1985 - Leo Freisinger, pattinatore di velocità su ghiaccio statunitense (n. 1916)
- 1985 - Nicola Monfredi, politico e avvocato italiano (n. 1946)
- 1985 - Michel Pécheux, schermidore francese (n. 1911)
- 1985 - Aaron Marc Stein, scrittore statunitense (n. 1906)
- 1986 - Silvestro Ferrari, politico italiano (n. 1930)
- 1987 - Lee Marvin, attore statunitense (n. 1924)
- 1987 - Josef Molzer, allenatore di calcio e calciatore austriaco (n. 1906)
- 1987 - Naji al-Ali, artista palestinese (n. 1936)
- 1987 - Phillip Hagar Smith, ingegnere statunitense (n. 1905)
- 1988 - Salvatore Fitto, politico italiano (n. 1941)
- 1988 - Wilfred Johnson, mafioso statunitense (n. 1935)
- 1988 - Algirdas Jonas Klimaitis, militare lituano (n. 1910)
- 1989 - Lamberto Cattabriga, matematico italiano (n. 1930)
- 1989 - Toni Fabris, scultore, regista e artista italiano (n. 1915)
- 1989 - Pua Kealoha, nuotatore statunitense (n. 1902)
- 1989 - Lorenzo Natali, politico italiano (n. 1922)
- 1989 - Giorgio di Sant'Angelo, stilista argentino (n. 1933)
- 1989 - Peter Scott, ornitologo, ambientalista e pittore britannico (n. 1909)
- 1990 - Manly Palmer Hall, scrittore e mistico canadese (n. 1901)
- 1990 - Achille Sacchi, calciatore italiano (n. 1904)
- 1991 - Ivan Bodin, calciatore svedese (n. 1923)
- 1991 - Ēriks Brēde, calciatore lettone (n. 1909)
- 1991 - Dixie Dunbar, attrice e ballerina statunitense (n. 1918)
- 1991 - Libero Grassi, imprenditore italiano (n. 1924)
- 1991 - René Grimm, calciatore svizzero (n. 1900)
- 1992 - Jo Ann Robinson, attivista statunitense (n. 1912)
- 1992 - Félix Guattari, psicanalista, filosofo e semiologo francese (n. 1930)
- 1992 - John Janisch, cestista statunitense (n. 1920)
- 1992 - Mary Norton, scrittrice inglese (n. 1903)
- 1993 - Luciano De Maria, critico letterario, editore e traduttore italiano (n. 1928)
- 1993 - Gwen Porter, velocista britannica (n. 1902)
- 1994 - Raffaele Giudice, generale italiano (n. 1915)
- 1994 - Bruno Habārovs, schermidore sovietico (n. 1939)
- 1994 - Annibale Pelaschiar, velista italiano (n. 1912)
- 1995 - Enrique Carreras, regista peruviano (n. 1925)
- 1995 - Ferdinando Corbella, fumettista italiano (n. 1915)
- 1995 - Frank Perry, regista, produttore cinematografico e sceneggiatore statunitense (n. 1930)
- 1995 - Nanda Primavera, attrice e cantante italiana (n. 1898)
- 1996 - Angelo Lombardi, conduttore televisivo italiano (n. 1910)
- 1996 - Roberta Serradimigni, cestista italiana (n. 1964)
- 1997 - Toshiya Fujita, regista giapponese (n. 1932)
- 1997 - Costantino Cristiano Luna Pianegonda, vescovo cattolico italiano (n. 1910)
- 1999 - Piero Gerlini, attore italiano (n. 1925)
- 1999 - Claudio Lezcano, calciatore paraguaiano
- 1999 - Giuseppe Pattoni, progettista italiano (n. 1926)
- 2000 - Rose Hobart, attrice statunitense (n. 1906)
- 2000 - Conrad Marca-Relli, artista statunitense (n. 1913)
- 2000 - Alessandra Melucco Vaccaro, storica e archeologa italiana (n. 1940)
- 2000 - Eugen Rupf, calciatore e allenatore di calcio svizzero (n. 1914)

## XXI secolo(110)
- 2001 - Juan Garizurieta, calciatore spagnolo (n. 1908)
- 2001 - Gösta Glase, fotografo svedese (n. 1920)
- 2001 - Victor Jörgensen, pugile danese (n. 1924)
- 2001 - Francisco Rabal, attore e regista spagnolo (n. 1926)
- 2002 - Lance Macklin, pilota automobilistico britannico (n. 1919)
- 2002 - Paul Tripp, compositore, paroliere e scrittore statunitense (n. 1911)
- 2003 - Horace Welcome Babcock, astronomo statunitense (n. 1912)
- 2003 - Dina Bellotti, pittrice italiana (n. 1912)
- 2003 - Paolo Jacobini, calciatore e allenatore di calcio italiano (n. 1919)
- 2003 - Aad de Jong, calciatore olandese (n. 1921)
- 2003 - Robert I. Levy, antropologo e psichiatra statunitense (n. 1924)
- 2003 - Pasquale Sorrenti, saggista e poeta italiano (n. 1927)
- 2003 - Bruno Sutkus, militare lituano (n. 1924)
- 2003 - Corrado Ursi, cardinale e arcivescovo cattolico italiano (n. 1908)
- 2003 - Vladimír Vašíček, pittore ceco (n. 1919)
- 2004 - Mykola Get'man, pittore ucraino (n. 1917)
- 2004 - Verita Monselles, fotografa italiana (n. 1929)
- 2004 - Elvina Pallavicini, nobile italiana (n. 1914)
- 2004 - Hans Vonk, direttore d'orchestra olandese (n. 1942)
- 2005 - Adamello Freschi, calciatore italiano (n. 1917)
- 2005 - Jude Wanniski, giornalista e economista statunitense (n. 1936)
- 2006 - Kent Andersson, pilota motociclistico svedese (n. 1942)
- 2006 - Oslavio Di Credico, tenore italiano (n. 1937)
- 2006 - Toni Fertonani, pittore italiano (n. 1932)
- 2006 - Gerald Green, scrittore, giornalista e produttore televisivo statunitense (n. 1922)
- 2006 - Lykke Nielsen, attrice e sceneggiatrice danese (n. 1946)
- 2006 - Heinz Rall, architetto tedesco (n. 1920)
- 2006 - Bill Stewart, attore britannico (n. 1942)
- 2007 - Richard Jewell, poliziotto statunitense (n. 1962)
- 2007 - Meyer Arnvid, musicista e trombettista danese (n. 1927)
- 2007 - Luigi Ganassi, calciatore italiano (n. 1925)
- 2007 - Vladimir Lobanov, pattinatore di velocità su ghiaccio sovietico (n. 1953)
- 2007 - Pierre Messmer, politico francese (n. 1916)
- 2007 - Chaswe Nsofwa, calciatore zambiano (n. 1978)
- 2007 - Alfred Peet, imprenditore olandese (n. 1920)
- 2007 - Bronisław Sularz, calciatore polacco (n. 1942)
- 2008 - Zacarías Fiorio, cestista paraguaiano (n. 1931)
- 2008 - Heinz Wewers, allenatore di calcio e calciatore tedesco-occidentale (n. 1927)
- 2009 - Gennaro Angiulo, mafioso statunitense (n. 1919)
- 2009 - Giovanni Boato, fisico italiano (n. 1924)
- 2009 - Chris Connor, cantante statunitense (n. 1927)
- 2009 - Frank Gardner, pilota automobilistico australiano (n. 1930)
- 2009 - Mady Rahl, attrice tedesca (n. 1915)
- 2010 - Brooke Makler, schermidore statunitense (n. 1951)
- 2011 - Jim Baechtold, cestista e allenatore di pallacanestro statunitense (n. 1927)
- 2011 - David Honeyboy Edwards, cantante e chitarrista statunitense (n. 1915)
- 2011 - Fernando Ferretti, calciatore brasiliano (n. 1949)
- 2011 - Khamis Gheddafi, militare libico (n. 1983)
- 2011 - Altibano Maselli, calciatore italiano (n. 1927)
- 2011 - George Sutor, cestista statunitense (n. 1943)
- 2011 - Junpei Takiguchi, attore e doppiatore giapponese (n. 1931)
- 2012 - Nicholas Goodrick-Clarke, storico britannico (n. 1953)
- 2012 - Carl Loyd, cestista statunitense (n. 1925)
- 2013 - Medardo Joseph Mazombwe, cardinale e arcivescovo cattolico zambiano (n. 1931)
- 2013 - Cliff Morgan, rugbista a 15, conduttore televisivo e giornalista britannico (n. 1930)
- 2013 - Bruce C. Murray, geologo statunitense (n. 1931)
- 2014 - Kurt Bachmann, cestista filippino (n. 1936)
- 2014 - Brasse Brännström, attore e sceneggiatore svedese (n. 1945)
- 2014 - Glenn Cornick, bassista britannico (n. 1947)
- 2014 - Sofia Scandurra, sceneggiatrice, regista e scrittrice italiana (n. 1937)
- 2014 - Rosella Towne, attrice statunitense (n. 1918)
- 2014 - Gianfranco Viviani, editore e curatore editoriale italiano (n. 1937)
- 2014 - Björn Waldegård, pilota di rally svedese (n. 1943)
- 2015 - Boris Alekseevič Buneev, regista cinematografico sovietico (n. 1921)
- 2015 - Antonio Ceccarini, calciatore e allenatore di calcio italiano (n. 1949)
- 2015 - Wayne Walter Dyer, psicologo e scrittore statunitense (n. 1940)
- 2015 - Kyle Jean-Baptiste, attore e cantante statunitense (n. 1993)
- 2015 - Graham Leggat, giornalista, allenatore di calcio e calciatore scozzese (n. 1934)
- 2016 - Bronisław Baczko, storico della filosofia polacco (n. 1924)
- 2016 - Tommaso Labranca, scrittore, autore televisivo e conduttore radiofonico italiano (n. 1962)
- 2016 - Reg Matthewson, calciatore inglese (n. 1939)
- 2016 - Anne O'Brien, calciatrice e allenatrice di calcio irlandese (n. 1956)
- 2016 - Gene Wilder, attore, sceneggiatore e regista statunitense (n. 1933)
- 2017 - Adnan Abu Amjad, militare siriano (n. 1977)
- 2017 - Bobby Vitale, attore pornografico statunitense (n. 1965)
- 2017 - Janine Charrat, ballerina e coreografa francese (n. 1924)
- 2017 - Angélique Duchemin, pugile francese (n. 1991)
- 2017 - Renzo Ozzano, attore e giornalista italiano (n. 1934)
- 2018 - Silvano Campeggi, pittore italiano (n. 1923)
- 2018 - François Konter, calciatore lussemburghese (n. 1934)
- 2018 - James Mirrlees, economista e docente britannico (n. 1936)
- 2018 - Marie Severin, disegnatrice statunitense (n. 1929)
- 2018 - Paul Taylor, ballerino, coreografo e direttore artistico statunitense (n. 1930)
- 2019 - Jim Langer, giocatore di football americano statunitense (n. 1948)
- 2019 - Achille Silvestrini, cardinale e arcivescovo cattolico italiano (n. 1923)
- 2020 - Fritz Chervet, pugile svizzero (n. 1942)
- 2020 - Vittorio Dimastrogiovanni, pittore e scultore italiano (n. 1936)
- 2020 - Clifford Robinson, cestista statunitense (n. 1966)
- 2020 - Valeriano Trubbiani, scultore, incisore e artista italiano (n. 1937)
- 2021 - Ed Asner, attore statunitense (n. 1929)
- 2021 - Ron Bushy, batterista e designer statunitense (n. 1941)
- 2021 - Kurt Donsbach, farmacologo statunitense (n. 1935)
- 2021 - Lee "Scratch" Perry, produttore discografico, musicista e cantante giamaicano (n. 1936)
- 2021 - Jurij Pudyšev, calciatore e allenatore di calcio sovietico (n. 1954)
- 2021 - Jacques Rogge, dirigente sportivo, velista e rugbista a 15 belga (n. 1942)
- 2022 - Paul Marie Cao Đình Thuyên, vescovo cattolico vietnamita (n. 1927)
- 2022 - Kurt Christensen, calciatore danese (n. 1937)
- 2022 - John Hansen, canottiere danese (n. 1938)
- 2022 - Charlbi Dean, modella e attrice sudafricana (n. 1990)
- 2022 - Pat McGeer, cestista, fisico e neuroscienziato canadese (n. 1927)
- 2022 - Yoo Joo-eun, attrice sudcoreana (n. 1995)
- 2023 - Waldemar Victorino, calciatore uruguaiano (n. 1952)
- 2024 - Asle Arntsen, calciatore norvegese (n. 1948)
- 2024 - Kurt Bendlin, multiplista tedesco (n. 1943)
- 2024 - Johnny Gaudreau, hockeista su ghiaccio statunitense (n. 1993)
- 2024 - Mihaela Peneș, giavellottista rumena (n. 1947)
- 2024 - Ronald Shusett, sceneggiatore e produttore cinematografico statunitense (n. 1935)
- 2024 - Jean-Charles Tacchella, regista e sceneggiatore francese (n. 1925)
- 2024 - Pilar Victoriá, pallavolista portoricana (n. 1995)
- 2024 - Adolfo Calisto, calciatore portoghese (n. 1944)

## Senza anno specificato(1)
- Giovanni Battista, predicatore ebreo antico